# بیداری زنان
سازمان بیداری زنان (۱۹۲۳-۱۹۲۶) انجمنی از زنان کمونیست در ایران بود. این انجمن به برگزاری کلاس‌های اکابر (آموزش بزرگسالان)، اجرای تئاتر و برپایی مراسم روز جهانی زن (هشت مارس) می‌پرداخت.
حزب کمونیست ایران (دوره مشروطه) اعضای زن خود را تشویق می‌کرد در فعالیت‌های جمعیت نسوان وطنخواه شرکت کنند. اما آنانی که فعالیت‌های این جمعیت را به قدر کافی رادیکال نیافتند جدا شده و در سال ۱۹۲۳ میلادی (برابر با ۱۳۰۱ یا ۱۳۰۲ خورشیدی) انجمن بیداری زنان را تشکیل دادند که مبارزتر بود. این سازمان در طول سه سال فعالیت خود به برگزاری کلاس‌های اکابر (آموزش بزرگسالان)، اجرای تئاتر و برپایی مراسم روز جهانی زن (هشت مارس) پرداخت. سازمان بیداری زنان در دورهٔ سرکوب نشریات و احزاب کشور توسط رضاشاه بسته شد.